# Élections législatives namibiennes de 2024
Les élections législatives namibiennes de 2024 ont lieu le 27 novembre 2024 afin de renouveler les 104 membres de l'Assemblée nationale de la Namibie. Une élection présidentielle a lieu simultanément.
Avec 53 % des voix et 51 sièges, la SWAPO, au pouvoir sans discontinuer depuis trois décennies, conserve sa majorité absolue avec le plus mauvais résultat de son histoire.

## Contexte
L'Organisation du peuple du Sud-Ouest africain (SWAPO) dirige le pays de manière ininterrompue depuis son indépendance en 1990. Malgré un fort recul, elle remporte les précédentes élections et conserva sa majorité absolue des sièges. La SWAPO fait cependant face à une baisse de popularité due à plusieurs scandales de corruption ainsi qu'à une très mauvaise répartition des richesses, l'économie namibienne demeurant en 2024 la deuxième plus inégalitaire au monde, selon la Banque mondiale. Les récents échecs des partis historiques en Afrique du sud et au Botswana font notamment craindre une contagion provoquant une alternance,.

## Mode de scrutin
L'Assemblée nationale est la chambre basse du parlement bicaméral de la Namibie. Elle est composée de 104 sièges renouvelés tous les cinq ans, dont 96 au scrutin proportionnel plurinominal de liste dans plusieurs circonscriptions plurinominales. Le scrutin a lieu via des listes fermées et le résultat en voix est répartis en sièges sans seuil électoral, sur la base du quotient simple et selon la méthode du plus fort reste. Les 8 sièges restants sont quant à eux nommés par le président.
La loi électorale impose la parité dans les listes, celle-ci devant former des listes composées d'une alternance de candidats de chaque sexe, selon un système dit « zébré »

## Résultats
|                           |                                                          |                |                |                |        |               |  |  |  |
| Parti                     | Parti                                                    | Voix           | %              | +/-            | Sièges | +/-           |  |  |  |
|                           | Organisation du peuple du Sud-Ouest africain (SWAPO)     | 583 300        | 53,38          | 12,07          | 51     | 12            |  |  |  |
|                           | Patriotes indépendants pour le changement (IPC)          | 220 809        | 20,21          | Nv             | 20     | 20            |  |  |  |
|                           | Repositionnement affirmé (AR)                            | 72 227         | 6,61           | Nv             | 7      | 7             |  |  |  |
|                           | Mouvement démocratique populaire (PDM)                   | 59 839         | 5,48           | 11,17          | 5      | 11            |  |  |  |
|                           | Mouvement populaire des sans-terre (LPM)                 | 56 971         | 5,21           | 0,56           | 5      | 1             |  |  |  |
|                           | Front démocratique uni (UDF)                             | 16 828         | 1,54           | 0,25           | 1      | 1             |  |  |  |
|                           | Combattants namibiens pour la liberté économique (NEFF)  | 11 743         | 1,07           | 0,59           | 1      | 1             |  |  |  |
|                           | Union nationale du Sud-Ouest africain (SWANU)            | 11 484         | 1,05           | 0,40           | 1      | en stagnation |  |  |  |
|                           | Parti républicain (RP)                                   | 10 942         | 1,00           | 0,77           | 1      | 1             |  |  |  |
|                           | Organisation démocratique de l'unité nationale (NUDO)    | 10 687         | 0,98           | 0,98           | 1      | 1             |  |  |  |
|                           | Parti de tous les peuples (APP)                          | 7 219          | 0,66           | 1,13           | 1      | 1             |  |  |  |
|                           | Parti national démocrate (NDP)                           | 5 763          | 0,53           | 0,05           | 1      | 1             |  |  |  |
|                           | Parti du corps du Christ (BCP)                           | 6 647          | 0,61           | Nv             | 1      | 1             |  |  |  |
|                           | Rassemblement pour la démocratie et le progrès (RDP)     | 3 308          | 0,30           | 0,79           | 0      | 1             |  |  |  |
|                           | Autonomie nationale de lutte contre la corruption (NEFC) | 3 216          | 0,29           | Nv             | 0      | en stagnation |  |  |  |
|                           | Parti uni des Namibiens (UNP)                            | 2 706          | 0,25           | Nv             | 0      | en stagnation |  |  |  |
|                           | Mouvement de l'action démocratique (ADM)                 | 2 286          | 0,21           | Nv             | 0      | en stagnation |  |  |  |
|                           | Mouvement populaire uni (UPM)                            | 2 143          | 0,20           | Nv             | 0      | en stagnation |  |  |  |
|                           | Congrès des démocrates (CoD)                             | 1 800          | 0,16           | 0,41           | 0      | en stagnation |  |  |  |
|                           | Voix chrétienne-démocrate (CDV)                          | 1 452          | 0,13           | 0,58           | 0      | en stagnation |  |  |  |
|                           | Front national patriotique (NPF)                         | 1 315          | 0,12           | 0,10           | 0      | en stagnation |  |  |  |
|                           | Membres nommés                                           | Membres nommés | Membres nommés | Membres nommés | 8      | en stagnation |  |  |  |
|                           |                                                          |                |                |                |        |               |  |  |  |
| Suffrages exprimés        | Suffrages exprimés                                       | 1 092 685      | 98,57          |                |        |               |  |  |  |
| Votes blancs et invalides | Votes blancs et invalides                                | 15 898         | 1,43           |                |        |               |  |  |  |
| Total                     | Total                                                    | 1 108 583      | 100            | –              | 104    | en stagnation |  |  |  |
| Abstentions               | Abstentions                                              | 340 986        | 24,32          |                |        |               |  |  |  |
| Inscrits / participation  | Inscrits / participation                                 | 1 449 569      | 75,68          |                |        |               |  |  |  |